# Memecylaceae
Memecylaceae is een botanische naam, voor een familie van tweezaadlobbige planten. Alhoewel een familie onder deze naam indertijd al wel erkend werd door het systeem van De Candolle, waarin ze deel uitmaakte van de Calyciflorae, is ze sindsdien vrij zelden erkend door systemen van plantentaxonomie: de betreffende planten worden meestal ingevoegd bij de familie Melastomataceae.
- Het APG-systeem (1998) erkent de familie wel.
- In het APG II-systeem (2003) is de familie optioneel.
- De Angiosperm Phylogeny Website [7 jan 2008] accepteert de familie weer wel.

Het gaat om een niet heel grote familie van enkele honderden soorten, die voorkomen in de tropen.